# Маккін (округ, Пенсільванія)
Шаблон:StateAbbr_ 41°48′40″ пн. ш. 78°26′41″ зх. д. / 41.811111111111° пн. ш. 78.444722222222° зх. д.
Округ  Маккін (англ. McKean County) — округ (графство) у штаті  Пенсільванія, США. Ідентифікатор округу 42083.

## Історія
Округ утворений 1826 року.

## Демографія
За даними перепису 
2000 року 
загальне населення округу становило 45936 осіб, зокрема міського населення було 16801, а сільського — 29135.
Серед мешканців округу чоловіків було 23013, а жінок — 22923. В окрузі було 18024 домогосподарства, 12098 родин, які мешкали в 21644 будинках.
Середній розмір родини становив 2,93.
Віковий розподіл населення поданий у таблиці:
| Стать    | До 15 років | 15-21 | 22-29 | 30-39 | 40-49 | 50-65 | 65-85 | Понад 85 |
| -------- | ----------- | ----- | ----- | ----- | ----- | ----- | ----- | -------- |
| Чоловіки | 4550        | 2129  | 2331  | 3514  | 3685  | 3632  | 2870  | 302      |
| Жінки    | 4332        | 1998  | 2031  | 3029  | 3329  | 3713  | 3752  | 739      |

## Суміжні округи
- Каттарогус, Нью-Йорк — північ
- Аллегені, Нью-Йорк — північний схід
- Поттер — схід
- Камерон — південний схід
- Елк — південь
- Форест — південний захід
- Воррен — захід

## Виноски
1. ↑  U.S. Decennial Census. United States Census Bureau. Архів оригіналу за 26 квітня 2015. Процитовано 9 березня 2015.
2. ↑  Historical Census Browser. University of Virginia Library. Архів оригіналу за 11 серпня 2012. Процитовано 9 березня 2015.
3. ↑  Forstall, Richard L., ред. (24 березня 1995). Population of Counties by Decennial Census: 1900 to 1990. United States Census Bureau. Архів оригіналу за 20 березня 2015. Процитовано 9 березня 2015.
4. ↑  Census 2000 PHC-T-4. Ranking Tables for Counties: 1990 and 2000 (PDF). United States Census Bureau. 2 квітня 2001. Архів оригіналу (PDF) за 18 грудня 2014. Процитовано 9 березня 2015.
5. ↑  State & County QuickFacts. United States Census Bureau. Архів оригіналу за 6 червня 2011. Процитовано 20 листопада 2013.(англ.) Наведено за англійською вікіпедією.
6. ↑  American FactFinder. Бюро перепису населення США. Архів оригіналу за 26 лютого 2012. Процитовано 31 січня 2008.

| США | Це незавершена стаття з географії США. Ви можете допомогти проєкту, виправивши або дописавши її. |